# Cycle lytique
 (février 2017).
Si vous disposez d'ouvrages ou d'articles de référence ou si vous connaissez des sites web de qualité traitant du thème abordé ici, merci de compléter l'article en donnant les références utiles à sa vérifiabilité et en les liant à la section « Notes et références ».
Le cycle lytique est une des deux voies de la reproduction virale, l'autre étant le cycle lysogénique.

## Mécanismes
Dans son déroulement, le virus a intégré la cellule hôte et détourne activement la machinerie cellulaire vers la production de virions, autrement dit la réplication virale entre dans sa phase active. À son aboutissement, cette phase peut provoquer la lyse de la cellule par accumulation intracellulaire de virions ou l'exocytose de ces derniers (cas de beaucoup de virus enveloppés et girus).
La plupart du temps ce cycle lytique s'entend comme la voie de réplication virale par excellence et par défaut, puisque la lysogénie n'est qu'une voie "intermédiaire" soit vers le cycle lytique (ex : alternance des deux voies chez le phage lambda), soit vers une inactivation du virus par la cellule hôte.

## Terminologie controversée
La dichotomie lytique/lysogénique a récemment été critiquée, car les deux notions ne sont pas à opposer, ne représentent pas la diversité des mécanismes d'infections des phages et sont souvent la source de classification et d'usage de mots approximatifs.
Les auteurs proposent de classer les types d'infection en 4 catégories :
- type I : phages à infection lytique et non tempérée (ex. : T4, T5) ;
- type II : phages à infection chronique et non tempérée (ex. : M13) ;
- type III : phages à infection lytique et tempérée (ex. : Lambda) ;
- type IV : phages à infection chronique et tempérée (ex. : CTXφ).

La description du cycle de vie virale par les cycles lytiques et lysogénique est donc seulement correcte pour les phages de type III.
Les phages possédant une queue ne font pas d'infections chroniques et ne se distinguent que sur leur potentiel lysogènique (types I ou III). 
Par ailleurs, les termes de « strictement lytique » ou « d'obligatoirement lytique » sont à favoriser par rapport à « phage virulent » qui est plus ambigu. Les termes « mutants virulent » et « professionnellement lytique » peuvent être utilisées pour discriminer les phages strictement lytiques génétiquement proches de phages tempérés mais ayant perdu la capacité de réaliser des infections lysogéniques des phages strictement lytiques n'ayant pas de parentés avec des phages tempérés. Cette distinction peut s'avérer importante pour certaines applications, notamment dans le cas de la phagothérapie.